# Jamila Afghani
Jamila Afghani (en persa: جمیله افغانی‎ Kabul, Afganistán 1976)) es una  feminista y activista por los derechos de la mujer y la educación en Afganistán. Es la fundadora y directora ejecutiva de Noor Educational and Capacity Development Organization. También es miembro ejecutivo de la organización paraguas Red de Mujeres Afganas. En 2022 ,Jamila Afghani fue escogida como la Galardonada con el Premio Aurora Prize for Awakening Humanity (Premio Aurora por el Despertar de la Humanidad).

## Biografía
Cuando era niña, Afghani tuvo polio y debido a complicaciones de la enfermedad debe usar un aparato ortopédico para caminar. Cuando tenía catorce años, recibió un disparo en la cabeza durante la Guerra contra los soviéticos.
Afghani huyó de Kabul en la década de 1990 durante la Guerra civil afgana, estableciéndose en Peshawar en el vecino Pakistán. Afghani obtuvo una licenciatura y maestría de la Universidad de Peshawar. Su primer trabajo fue como trabajadora social para afganos que vivían en campo de refugiados en Pakistán. También ayudó a las mujeres en su alfabetización y educación utilizando el corán como instrumento.
Afghani ha declarado que una de las mayores barreras para que las mujeres obtengan educación es la falta de maestras. En 2001, Afghani fundó Noor Educational and Capacity Development Organization (del inglés: Noor Organización de Educación y Desarrollo de Capacidades), con el objetivo de ayudar a mujeres y niños a recibir oportunidades educativas. Noor también enseña lenguaje de señas, y tiene clases sobre resolución de conflictos y cuestiones de género. Noor Educational and Capacity Development Organization es conocida por crear formas innovadoras de llegar a mujeres y niñas. Por ejemplo, Noor creó una biblioteca para niñas, pero reclutaron niños para llevar a las niñas a visitar la biblioteca, otorgando premios a los niños por cada cinco niñas que trajeran. Su organización atiende a unas 50.000 mujeres en 22 provincias.
El trabajo de Afghani desafía directamente la idea errónea de que el Islam apoya la violencia contra las mujeres. Ella creó el primer "entrenamiento sensible al género en Afganistán para Imanes". Comenzó el proyecto encontrando imanes interesados para ver la información que ella y otros habían preparado. Los imanes comenzaron a predicar los nuevos materiales, que cubren los derechos de las mujeres desde un punto de vista islámico. En 2015, tenía aproximadamente 6.000 Imanes trabajando con el programa. En Kabul, su programa "ha resultado en una serie de "Jutbas" en veinte de las más influyentes mezquitas de la ciudad. Afghani ha descubierto a través de su trabajo que "la boca de las mujeres se cierra cuando no tienen justificaciones islámicas" porque la cultura afgana es muy religiosa y conservadora. Su capacitación en género ha tenido fuertes efectos en los hombres que no se dieron cuenta de que el islam permitía los derechos de las mujeres y ha ayudado a convertir a los hombres en defensores de las mujeres. Afghani ha dicho que el "programa es su propio tipo de revolución porque los líderes religiosos que alguna vez fueron conocidos por oprimir a las mujeres ahora usan las palabras del Corán para promover la justicia para ellas".
También trabaja para desafiar el sistema de gobierno tribal patriarcal en Afganistán. Ella cree que uno de los problemas con Afganistán es que los ciudadanos no pueden distinguir las diferencias entre "Islam, cultura y política". Afirma que ha sido amenazada por algunos afganos que están en contra de su enseñanza y promoción de una interpretación pacífica del Islam.
Afghani recibió el Premio Tanenbaum Peacemaker in Action en 2008. En 2017 fue una de las finalistas nominadas para el Aurora Prize for Awakening Humanity. En 2021, Jamila Afghani fue nominada para el Premio Aurora por segunda vez y se convirtió en la Galardonada con el Premio Aurora 2022.